# اور (بلژیک)
شهر اور (به فرانسوی: Evere) در شهرستان بروسل در منطقه بروکسل در کشور بلژیک واقع شده‌است.

## نگارخانه

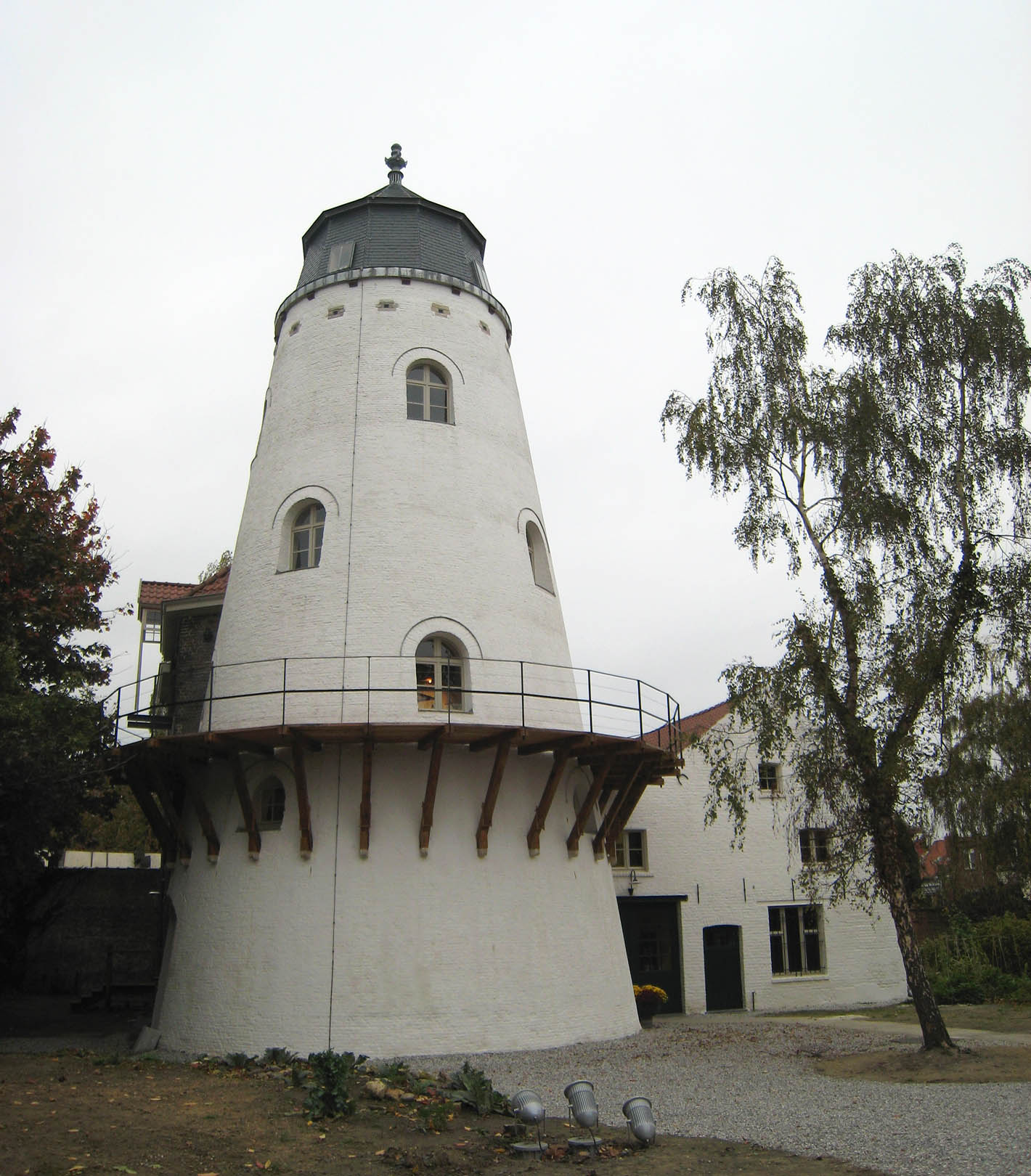